# Бриек (кантон)
Бриек (фр. Briec) — кантон во Франции, находится в регионе Бретань, департамент Финистер. Расположен на территории двух округов: пять коммун входят в состав округа Кемпер, тринадцать коммун — в состав округа Шатолен.

## История
До 2015 года в состав кантона входили коммуны Бриек, Ланголен, Ландреварзек, Ландюдаль и Эдерн.
В результате реформы 2015 года состав кантона был изменен: в него вошли отдельные коммуны упраздненных кантонов Плебен и Шатонёф-дю-Фау.

## Состав кантона с 22 марта 2015 года
В состав кантона входят коммуны (население по данным Национального института статистики за 2019 г.):
- Бриек (5 675 чел.)
- Гуэзек (1 098 чел.)
- Коре (1 890 чел.)
- Лаз (676 чел.)
- Ланголен (861 чел.)
- Ландреварзек (1 850 чел.)
- Ландюдаль (884 чел.)
- Ланедерн (290 чел.)
- Ле-Клуатр-Плебен (524 чел.)
- Ленон (784 чел.)
- Лёан (826 чел.)
- Лоте (460 чел.)
- Плебен (3 640 чел.)
- Сен-Гоазек (712 чел.)
- Сен-Туа (720 чел.)
- Трегурес (957 чел.)
- Шатонёф-дю-Фау (3 650 чел.)
- Эдерн (2 251 чел.)

## Политика
На президентских выборах 2022 г. жители кантона отдали в 1-м туре Эмманюэлю Макрону 30,2 % голосов против 22,8 % у Марин Ле Пен и 19,7 % у Жана-Люка Меланшона; во 2-м туре в кантоне победил Макрон, получивший 60,5 % голосов. (2017 год. 1 тур: Эмманюэль Макрон – 28,5 %, Жан-Люк Меланшон – 18,8 %, Марин Ле Пен – 17,1 %, Франсуа Фийон – 15,9 %; 2 тур: Макрон – 72,8 %. 2012 год. 1 тур: Николя Саркози — 31,3 %, Франсуа Олланд — 22,1 %, Марин Ле Пен — 14,4 %; 2 тур: Олланд — 58,5 %).
С 2021 года кантон в Совете департамента Финистер представляют мэр коммуны Плебен Амели Каро (Amélie Caro) и мэр коммуны Ландюдаль Раймон Мессажер (Raymond Messager) (оба — Разные правые).
|                | Кандидаты                       | Партия                   | Первый тур | Первый тур     | Второй тур | Второй тур |
| Кол-во голосов | Кандидаты                       | Партия                   | % голосов  | Кол-во голосов | % голосов  |            |
| -------------- | ------------------------------- | ------------------------ | ---------- | -------------- | ---------- | ---------- |
|                | Амели Каро Раймон Мессажер      | Правоцентристский блок   | 2 930      | 38,57          | 3 961      | 50,80      |
|                | Элен Лолье Тома Ферек           | Левый блок               | 2 634      | 34,67          | 3 837      | 49,20      |
|                | Фабрис Коллобер Югет Робер      | Национальное объединение | 930        | 12,24          |            |            |
|                | Грегори Лебер Дорьян Ле Треюс   | Разные левые — Зелёные   | 819        | 10,78          |            |            |
|                | Стефан Блонден Катрин Мальбранк | Непокорённая Франция     | 284        | 3,74           |            |            |

|                | Кандидаты                      | Партия                  | Первый тур | Первый тур     | Второй тур | Второй тур |
| Кол-во голосов | Кандидаты                      | Партия                  | % голосов  | Кол-во голосов | % голосов  |            |
| -------------- | ------------------------------ | ----------------------- | ---------- | -------------- | ---------- | ---------- |
|                | Раймон Мессажер Сесиль Не      | Правый блок             | 3 587      | 34,93          | 5 323      | 53,39      |
|                | Элен Лолье Тома Ферек          | Социалистическая партия | 3 348      | 32,61          | 4 647      | 46,61      |
|                | Франк Милле Софи Пьожер        | Национальный фронт      | 1 935      | 18,84          |            |            |
|                | Мари Доннар Даниэль Керналеген | Прочие                  | 1 2398     | 13,62          |            |            |